# Amorphochelus retusus
Amorphochelus retusus är en skalbaggsart som beskrevs av Johann Christoph Friedrich Klug 1832. Amorphochelus retusus ingår i släktet Amorphochelus och familjen Melolonthidae. Inga underarter finns listade i Catalogue of Life.